# NGC 758
NGC 758 (другие обозначения — NPM1G −03.0103, PGC 7198) — линзообразная галактика (S0) в созвездии Кит. Открыта Фрэнком Ливенвортом в 1886 году.
Несмотря на то, что Фрэнк Ливенворт дал точные координаты галактики, в редакции «Нового общего каталога» NGC 758 имеет неточные координаты. Местоположение по «Каталогу опорных звёзд» 01 55 42.1 -03 04 00 (J2000), а «Новый общий каталог» определяет эту галактику на 0,3 временных минуты дальше к востоку и на 2' к югу, и истинное зачение находится на 01 54.4 -03 11 (1975).
Потерянная или несуществующая запись NGC 111 может быть ошибочно записанным наблюдением NGC 758.